# Марк Фульвий Флакк (консул 125 года до н. э.)
Марк Фу́львий Флакк (лат. Marcus Fulvius Flaccus; убит в 121 году до н. э., Рим, Римская республика) — римский военачальник и политический деятель из плебейского рода Фульвиев Флакков, консул 125 года до н. э., союзник братьев Гракхов. Во время консулата вёл успешную войну в Трансальпийской Галлии. Погиб вместе с Гаем Семпронием Гракхом.

## Происхождение
Марк Фульвий Флакк принадлежал к плебейскому роду Фульвиев, представители которого переехали в Рим из Тускулума в середине IV века или немного позже и впервые достигли консульства в 322 году до н. э. Первым носителем когномена Флакк был прадед Марка — консул 264 года до н. э. Дедом был Квинт, четырёхкратный консул (в 237, 224, 212 и 209 годах до н. э.), а отцом — Марк, военный трибун в 180 году до н. э., который позднее был исключён из сената и не смог сделать карьеру. Соответственно родными дядями Марку-младшему приходились Квинт Фульвий Флакк и Луций Манлий Ацидин Фульвиан, занимавшие консульскую должность в один год — 179 до н. э.

## Биография
Фридрих Мюнцер предположил, что из-за сурового наказания, понесённого отцом, Марк Фульвий с юных лет ненавидел римскую аристократию. Возможно, именно его имеет в виду Плутарх, говоря, что в 133 году до н. э. сенатор Фульвий Флакк предупредил народного трибуна Тиберия Семпрония Гракха о грозящей ему опасности. Флакк рассказал, что «богатые не могут привлечь консула на свою сторону, а потому замышляют расправиться с Тиберием сами и что в их распоряжении много вооруженных рабов и друзей». Тем не менее трибун был убит в тот же день. Марк Фульвий, сочувствовавший затеянной Тиберием аграрной реформе, не позже 130 года до н. э. занял его место в комиссии, которая занималась разделом государственной земли между беднейшими гражданами Рима; двумя другими триумвирами были Гай Семпроний Гракх и Гай Папирий Карбон.
Против реформы выступил один из наиболее влиятельных римлян того времени — Публий Корнелий Сципион Эмилиан. В 129 году до н. э. этот нобиль внезапно умер, и по Риму ходили слухи, будто его убили. Обвиняли в случившемся, наряду с Карбоном, Гаем Гракхом, женой и тёщей умершего, и Флакка, но официальное расследование так и не было проведено. Примерно в эти годы (не позже 128 года до н. э., в соответствии с требованиями закона Виллия), Марк Фульвий занимал должность претора, а в 125 году до н. э. он стал консулом.
Коллегой Флакка был ещё один плебей, Марк Плавтий Гипсей. Марк Фульвий в это время выступал за расширение реформ — в частности, за предоставление гражданского права союзникам; Гипсей и большая часть сената были категорически против. Чтобы на какое-то время нейтрализовать Флакка, сенаторы нашли удобный повод, чтобы выслать его из Рима. Консулу было поручено помочь Массилии против наседавших на неё лигурийских племён саллувиев и воконтиев. Марк Фульвий отправился в Трансальпийскую Галлию (он стал одним из первых римских полководцев, действовавших в этом регионе), разбил врага, а по возвращении в Рим отпраздновал триумф. Это возвращение состоялось в 123 году до н. э.: весь 124 год Флакк провёл в Галлии.
В Риме в это время народным трибуном стал брат Тиберия Гракха Гай, который выдвинул целую преобразовательную программу. Чтобы поддержать союзника, Марк Фульвий тоже выдвинул свою кандидатуру в народные трибуны на 122 год до н. э. (хотя баллотироваться на эту должность для консуляра было нонсенсом) и одержал победу на выборах. Данные источников о его деятельности во время трибуната расходятся: Аппиан пишет, что Флакк вместе с Гракхом отправился в Африку, чтобы основать там колонию на месте Карфагена, Плутарх — что Флакк находился в Риме и в отсутствие Гракха подвергся атакам со стороны ещё одного трибуна, Марка Ливия Друза. Последний обвинял коллегу в подстрекательстве италиков к восстанию против Рима; именно известие о том, «что Друз теснит Фульвия», заставило Гракха раньше срока вернуться в столицу.
В 121 году до н. э., когда одним из консулов стал ставленник сената Луций Опимий, противостояние двух «партий» переросло в настоящие уличные бои. Античные авторы отмечают, что Флакк был настроен более решительно, чем Гракх: в критический момент он раздал своим сторонникам оружие, хранившееся в его доме, занял Авентинский холм и засел в храме Дианы. Гай Семпроний всё-таки убедил его начать переговоры с сенатом. Марк Фульвий направил на форум своего младшего сына в качестве посла, но Опимий потребовал безоговорочной капитуляции; Фульвий-младший сообщил об этом отцу, а тот «снова отправил сына с предложениями и условиями, мало чем отличавшимися от прежних». Тогда Опимий приказал арестовать посланца и двинул на Авентин своих людей. В последовавшей за этим схватке сторонники реформ были разбиты. Марк Фульвий и его старший сын спрятались в заброшенной бане или в чьём-то доме, но были найдены и тут же убиты.
Ещё до начала боёв Опимий объявил, что заплатит за голову Флакка золотом того же веса. По словам Плутарха, «те, кто принес голову Фульвия, были люди совсем безвестные и не получили ничего»,  согласно Аппиану, награда всё же была выплачена. Тело Марка было сброшено вместе с телами прочих гракханцев в Тибр, его дом был снесён, а вдове было запрещено оплакивать мужа. Младший сын Марка был казнён, либо принуждён к самоубийству.

## Потомки
Сыновья Марка Фульвия носили, предположительно, преномены Марк и Квинт. У Флакка была ещё и дочь, жена Луция Юлия Цезаря, консула 90 года до н. э. Соответственно, внуком Марка был Луций Юлий Цезарь, консул 64 года до н. э., а правнуком — Марк Антоний. Через последнего Флакк был предком ряда представителей династии Юлиев-Клавдиев, включая императоров Калигулу, Клавдия и Нерона.

## В художественной литературе
Марк Фульвий Флакк стал героем романа Милия Езерского «Гракхи».